# 스티븐 리드
스티븐 존 리드(Steven John Reid, 1981년 3월 10일, 잉글랜드 킹스턴어폰템스 ~ )은 잉글랜드 출신의 아일랜드 전 프로 축구 선수이다. 포지션은 라이트 백이다. 그의 선수 생활 대부분은 미드필더로써 주로 공격형 미드필더의 위치에서 활약했다.